# جورج هنري بيركنز
جورج هنري بيركنز (بالإنجليزية: George Henry Perkins)‏ هو عالم حيوانات وعالم حشرات وجيولوجي أمريكي، ولد في 25 سبتمبر 1844 في كامبريدج في الولايات المتحدة، وتوفي في 12 سبتمبر 1933 بسبب نوبة قلبية.